# 매리 조 카틀렛
메리 조 캐틀렛(영어: Mary Jo Catlett, 1938년 9월 2일 ~ )는 미국의 배우이다.

## 출연 작품

### 영화
- 우정의 마이애미 (1977, Semi-Tough)
- 챔프 (1979) - 조시 역
- 베스트 리틀 호하우스 인 텍사스 (1982)
- 비치 걸스 (1982, The Beach Girls)
- 오하라의 아내 (1982, O'Hara's Wife)
- 증인 (1990, Over My Dead Body)
- 시리얼 맘 (1994)
- 두 미 페이버 (1997, Trading Favors)
- 미이라의 전설 (1998, Legend of the Mummy)
- 벤치워머스 (2006)
- 하우 투 비 어 시리얼 킬러 (2008, How to Be a Serial Killer)
- Anderson's Cross (2010)
- Carol Channing: Larger Than Life (2012) - 본인 (다큐멘터리)
- Lucky Stiff (2015)

### 애니메이션 영화
- 포카혼타스 2: 세상 밖으로 (1998)
- 스폰지밥3D (2015) - 퐁퐁부인 역

### 텔레비전
- 매시 (1976-78)
- Flush (1977)
- 꿈꾸는 낙원 (1978)
- 신나는 개구쟁이 (1982-86)
- 댓츠 소 레이븐 (2004-05)

### TV 애니메이션
- 보글보글 스폰지 밥 (1999-현재) - 퐁퐁부인 역
- 아메리칸 대드! (2007)